# 泉尾公園
泉尾公園（いずおこうえん）は、大阪市大正区泉尾にある都市公園（地区公園）である。一時避難所に指定されている。西側に多目的グラウンドや野球場、南東にはグラウンドゴルフのコースを有する他、2つのゲートボール場を構える。公園面積は45,293m2と、大正区内では千島公園に次いで二番目に広い公園。
国道43号線の南、大浪通の東に面し、近くには、国道をはさんで向かい側に泉尾中公園がある。また、当公園は中泉尾小学校の校区に属し、北には泉尾高校、中泉尾小、西には大正高校、東には大正通が通り、南には泉尾工業高校がある。

## 歴史
- 昭和7年（1932年） - 都市計画により、大正区内で泉尾公園および千島公園の二箇所での造園が決定。用地確保のための買収が始まる[2]。
- 昭和25年（1950年）3月31日 - 泉尾公園開園。大正橋公園に次いで、大正区内で戦後2つ目に造成された公園となった[2]。
- 昭和54年（1979年）3月 - 千島公園と泉尾公園を結ぶ緑陰道が完成する[5]。
- 平成23年（2011年）11月 - 多目的グラウンドにて、地震・渇水時のための泉尾配水場建設工事が開始[4]。平成25年度には敷地内に水力発電設備（出力110kW）が設置された[6]。

## アクセス
- 大阪環状線・地下鉄長堀鶴見緑地線 大正駅から南へ約1.3km
  - 大阪シティバス バス停「泉尾3丁目」よりすぐ